# Zuhr (Gebet)
Das Zuhrgebet (arabisch صلاة الظهر, ṣalāt aẓ-ẓuhr; auch Dhuhr, Duhr oder Thuhr) ist eines der fünf obligatorischen Gebete im Islam. Es ist das zweite Gebet des Tages und findet mittags, nachdem die Sonne den Zenit überschritten hat, statt.

## Gebetszeit
Die Zeit für das Zuhrgebet beginnt mit dem Überschreiten des Zenit und endet mit dem Beginn der Gebetszeit für das Asrgebet. Da die verschiedensten Rechtsschulen den Beginn für das Asrgebet verschieden ermitteln, gibt es zwar eine feste Anfangszeit für dieses Gebet, jedoch eine unterschiedliche Endzeit. Wie bei den anderen obligatorischen Gebeten ist es am besten, das Gebet zu Beginn der Gebetszeit zu verrichten.

## Zusammensetzung
Das Zuhrgebet umfasst vier Rakʿat Fard. In manchen Rechtsschulen werden die Sunna Gebete (entweder zwei Rakʿat vorher und nachher, oder vier Rakʿat vor und nachher oder eine Kombination daraus) fest mitgezählt.
Das Zuhrgebet wird leise gebetet, das heißt die Koranrezitation ist nicht hörbar, nur die Ausdrücke, die für den Verlauf des Gebets signalgebend sind, sind hörbar.
Auf Reisen ist es erlaubt die Sunnateile wegzulassen und das Fardgebet auf die Hälfte, also zwei Rakʿa, zu kürzen.

## Freitagsgebet
Am Freitag wird das gemeinsam verrichtete Duhrgebet vom Freitagsgebet ersetzt. Das kollektive Freitagsgebet, welches für männliche erwachsene Muslime obligatorisch ist, wird in der Regel in einer Moschee abgehalten und beginnt mit einer Predigt (Chutba) gefolgt von zwei Raka' Fardgebet mit hörbarer Koranrezitation.
Wird das Gebet jedoch alleine verrichtet oder zu Hause (trifft meist auf Frauen zu, da für diese das Freitagsgebet nicht obligatorisch ist) findet es normal als Zuhrgebet statt.